# José Fernández Aguayo
José Fernández Aguayo, también acreditado como José F. Aguayo o José Aguayo (Madrid, 1911-11 de mayo de 1999), fue un director de fotografía español.

## Biografía
Hijo de un fotógrafo taurino ayuda a su padre en el laboratorio. Su gran afición a los toros le hace actuar como torero profesional en más de 80 corridas con picadores, pero en 1933 se retira, después de sufrir tres graves cogidas y también por su escasa estatura. A partir de este momento, que coincide con el de la llegada del cine sonoro a España, José Fernández Aguayo comienza a trabajar como reportero gráfico especializado en corridas. Esta especialización le permite hacer un reportaje sobre el rodaje de Currito de la Cruz (1936), de Fernando Delgado - también intervino en la versión de 1949 de Luis Lucia). Sus fotografías le gustan al operador Enrique Guerner, un judío alemán que llega a España huyendo de la persecución antisemita del III Reich, lo contrata como ayudante y se convierte en un discípulo destacado. Durante la guerra civil, José Fernández Aguayo trabaja como reportero para la II República, lo que le origina algunas dificultades en la posguerra para incorporarse al trabajo, pero las depuraciones en el terreno cinematográfico fueron mínimas.

## Trayectoria
Debuta como director de fotografía con Castañuela (1945), de Ramón Torrado, y hasta Las alegres chicas de Colsada (1983), de Rafael Gil, la última, interviene en casi 120 películas. Destaca su amplia colaboración con el director Juan de Orduña al principio de la posguerra, en títulos míticos, como La Lola se va a los puertos (1947), Locura de amor (1948), El último cuplé (1957), algunos de los grandes éxitos del cine español. Así como con el realizador Rafael Gil en la etapa final y menos interesante de su irregular carrera, en títulos como ...Y al tercer año, resucitó (1980), De camisa vieja a chaqueta nueva (1982). Aunque las mejores películas en las que colabora José Fernández Aguayo son Maribel y la extraña familia (1960), de José María Forqué, basada en la obra teatral homónima de Miguel Mihura; Mi calle (1960), la última película del gran director Edgar Neville, y la censurada película de El extraño viaje (1964), del polifacético Fernando Fernán Gómez. Sin embargo, su gran aportación al cine español es como colaborador de Luis Buñuel en dos de sus obras maestras, dos de las pocas películas que realiza en España. En primer lugar, Viridiana (1961), la única producción nacional ganadora de la Palma de Oro del Festival de Cannes, en la que Aguayo hace una excelente fotografía realista en blanco y negro. Y luego Tristana (1970), donde consigue unas perfectas tonalidades en color para narrar las peculiares relaciones entre el posesivo don Lope y la indefensa Tristanita.

## Filmografía
Como director de fotografía:
- Castañuela (1945), de Ramón Torrado
- Mar abierto (1946), de Ramón Torrado
- La Lola se va a los puertos (1947), de Juan de Orduña
- Locura de amor (1948), de Juan de Orduña
- Vendaval (1949), de Juan de Orduña
- Las aguas bajan negras (1948), de José Luis Sáenz de Heredia
- Tempestad en el alma (1950), de Juan de Orduña
- Amaya (1952), de Luis Marquina
- El último cuplé (1957), de Juan de Orduña
- Maribel y la extraña familia (1960), de José María Forqué
- Mi calle (1960), de Edgar Neville
- Viridiana (1961), de Luis Buñuel
- Adiós, Mimí Pompom (1961), de Luis Marquina
- La venganza de Don Mendo (1961), de Fernando Fernán Gómez
- Ensayo general para la muerte (1962), de Julio Coll
- La banda de los ocho (1962), de Tulio Demicheli
- Chantaje a un torero (1963), de Rafael Gil
- El extraño viaje (1964), de Fernando Fernán Gómez
- Currito de la Cruz (1965), de Rafael Gil
- Un adulterio decente (1969), de Rafael Gil
- Tristana (1970), de Luis Buñuel
- Nada menos que todo un hombre (1972), de Rafael Gil
- El mejor alcalde, el rey (1974), de Rafael Gil
- Volvoreta (1976), de José Antonio Nieves Conde
- De camisa vieja a chaqueta nueva (1982), de Rafael Gil
- Las alegres chicas de Colsada (1983), de Rafael Gil

## Premios
Medallas del Círculo de Escritores Cinematográficos
| Año  | Categoría                 | Película          | Resultado |
| ---- | ------------------------- | ----------------- | --------- |
| 1948 | Mejor fotografía          | Angustia          | Ganador   |
| 1950 | Mejor fotografía          | Flor de lago      | Ganador   |
| 1957 | Mejor fotografía en color | El último cuplé   | Ganador   |
| 1972 | Mejor fotografía          | Labor de conjunto | Ganador   |
| 1978 | Mejor fotografía          | Estimado Sr. juez | Ganador   |

Festival Internacional de Cine de San Sebastián
| Año  | Categoría                             | Película         | Resultado |
| ---- | ------------------------------------- | ---------------- | --------- |
| 1956 | Mejor fotografía en película española | Pasión en el mar | Ganador   |

| Premios Goya                  | Academia de Cine Española |
| ----------------------------- | ------------------------- |
| I edición de los Premios Goya | Goya de Honor             |